# Lingue tracio-illiriche
Le lingue tracio-illiriche sono, insieme alle lingue greco-armene, un ipotetico sottogruppo delle lingue proto-balcaniche, a sua volta parte della famiglia linguistica indo-europea. Nonostante l'ipotesi sia ampiamente considerata plausibile, la mancanza di prove definitive e di attestazioni delle fasi evolutive di questo gruppo linguistico ne ha limitato l'accettazione definitiva da parte della comunità degli studiosi.

## Struttura
Le lingue tracio-illiriche, il cui status dovrebbe essere in qualche modo simile a quello del raggruppamento dell'italo-celtico, costituirebbero un sottogruppo comprendente le lingue tracio-daciche e le lingue illiriche. Nonostante le attestazioni di molti di questi gruppi linguistici rimangano scarse, sono generalmente considerate parte del secondo la lingua illirica, la lingua messapica, la lingua liburnica e la lingua albanese; mentre nel primo vengono incluse la lingua daca, la lingua tracica e la lingua peonia. Tuttavia, lo status di quest'ultima rimane particolarmente controverso, poiché, secondo una classificazione alternativa, potrebbe essere inclusa tra le lingue illiriche.

## Prove
La frontiera tra le aree di influenza tracio-dacica e quella illirica non era definita in maniera netta, come dimostra la presenza di gruppi con un identità etnico-culturale non meglio definita o presentanti tratti misti, tuttavia convenzionalmente il confine viene considerato quello delineato dai fiumi Vardar, Morava meridionale, Morava occidentale e Grande Morava. Il linguista Sorin Paliga ha affermato: «Secondo i dati disponibili, possiamo supporre che il tracio e l'illirico fossero mutuamente comprensibili, ad esempio come il ceco e lo slovacco, da un lato, o come lo spagnolo e il portoghese, dall'altro.» Inoltre, il linguista Ion Russu ha individuato alcune caratteristiche linguistiche comuni all'illirico e al tracio che difficilmente possono essere giustificate da un'ipotesi diversa dalla comune origine.
| Lingue illiriche     | Lingue tracio-daciche  |
| -------------------- | ---------------------- |
| Abroi                | Abre-                  |
| Aploi, Aplus, Apulia | Apuli, Appulus, Apulum |
| Bilia, Bilios        | Bila                   |
| Dardi, Dardani       | Dardanos, Darda-para   |
| Saprinus             | Sapri-sara             |
| Separi               | Sapaioi                |
| Sita                 | Sita, Seita            |
| Tribulium            | Triballi, Tribanta     |
| Zorada               | Zar-, Zur-             |

Alcune difficoltà dipendono dal fatto che se è indiscusso che il tracio fosse una lingua satem del periodo classico, è ancora oggetto di dibattito se la lingua proto-tracia lo fosse, mentre le lingue illiriche non sono state ancora inequivocabilmente come lingue centum o satem.
Sulla base di caratteristiche e innovazioni comuni la lingua albanese è considerata una lingua illirica come il messapico. Nonostante la sua classificazione sia ancora oggetto di controversia tra gli studiosi a causa della mancanza di fonti scritte, la ricostruzione considerata più attendibile sostiene che la lingua proto-albanese fosse parlata originariamente da gruppi di persone che si sarebbero mosse dal centro della penisola balcanica verso la costa. Pertanto, per dimostrare dell'esistenza della famiglia delle lingue tracio-illiriche, si è provato a ricostruirne l'evoluzione dell'albanese come una lingua illirica con influenze tracio-daciche, infatti, sembra sia stato individuate prove di tratti comuni tra l'albanese e il substrato tracio-dacico riscontrabile nelle lingue romanze orientali in generale e nella lingua romena in particolare.

## Critiche
Nonostante il suo grande successo, a partire dagli anni 1960 sono emerse delle critiche nei confronti di questa ipotesi (si vedano ad esempio le critiche avanzate da Vladimir Georgiev, Ivan Duridanov ed Eric Hamp). Le critiche sono discese soprattutto dal fatto che l'attestazione frammentaria delle lingue summenzionate e l'utilizzo di metodologie di analisi onomastica avrebbero indotto l'individuazione di un numero erroneo di corrispondenze, sostenendo che con altri metodi potrebbero essere rintracciate più differenze che somiglianze tra i due gruppi. Altre critiche sono state avanzate all'utilizzo della lingua albanese come riferimento per individuare somiglianze tra le lingue illiriche e la lingua tracica, poiché avrebbe indotto alla creazione di ragionamenti circolari volti ad attribuire al tracico tratti albanesi. Secondo questi autori i gruppi illirico e tracio-dacico potrebbero addirittura discendere da due rami completamente diversi della famiglia linguistica europea e che le loro somiglianze andrebbero spiegate attraverso fenomeni quali la creolizzazione, la deriva linguistica, la lega linguistica o il contatto linguistico.